# Johannes Eggestein
Johannes Eggestein (Hanôver, 8 de maio de 1998) é um futebolista alemão que atua como centroavante. Atualmente, defende o Austria Viena.
É irmão do meio-campo Max Eggestein.

## Carreira
Johannes Eggestein começou a carreira no Werder Bremen.

## Títulos

### Prêmios individuais
- 77º melhor jovem do ano de 2017 (FourFourTwo)[2]